# Весёлое (Старобешевский район)
Весёлое (укр. Веселе) — село на Украине, находится в Старобешевском районе Донецкой области. Под контролем самопровозглашённой Донецкой Народной Республики.

## География
В Донецкой области имеются ещё 10 одноимённых населённых пункта, в том числе сёла Весёлое (на северо-западной окраине Донецка) и Весёлое (к северу от Авдеевки) в Ясиноватском районе, Весёлое (на юге области) в Новоазовском районе, Весёлое в Шахтёрском районе.
Село расположено на левом берегу реки под названием Кальмиус.

#### Соседние населённые пункты по странам света
С: город Комсомольское, Подгорное, Петровское, Береговое (выше по течению Кальмиуса)
СЗ: Родниково
СВ: Войково, Ленинское
З: —
В: Зелёное, Новозарьевка
ЮЗ: Раздольное, Василевка, Староласпа (ниже по течению Кальмиуса)
ЮВ: Воровское, Каменка, Широкое
Ю: Новомихайловка

## Население
Население по переписи 2001 года составляло 108 человек.

## Общие сведения
Код КОАТУУ — 1424583504. Почтовый индекс — 87250. Телефонный код — 6253.

## Адрес местного совета
87253, Донецкая область, Старобешевский р-н, с. Новозарьевка, ул. Школьная, 1в